# Le droit à l'autodétermination (Lénine)
Ne doit pas être confondu avec le concept de droit des peuples à disposer d'eux-mêmes.
Le droit à l'autodétermination est un ouvrage de Vladimir Lénine écrit en février-mai 1914 qui traitre de la question nationale en relation avec des pays comme la Norvège et la Pologne.
L'ouvrage est écrit dans le contexte d'une polémique avec Rosa Luxemburg.